# YouPorn
YouPorn是一个免费的色情視訊分享網站，於2006年8月在YouTube理念上创立。它於2006年8月開始營運後，成為當年最熱門的免費色情網站，2007年11月被譽為網際網路上最大的免費色情網站。

## 網站概念
YouPorn是一個允許人們可以上傳、分享並搜索喜好內容色情影片的網站，就像其他線上影片串流網站一樣。通常上傳影片數星期後便會被核可，該站內容包括商業性色情片片段、色情網站廣告片段以及業餘自拍影片等。
YouPorn允許使用者以Flash格式(.flv)的方式下載影片。
這種Web2.0(或稱Porn2.0)的網站不同於其他色情網站，是完全免費且置入廣告的；在2007年五月營運一個月的廣告營收達到一百二十萬美金。

## 所有人
YouPorn這個域名在2005年十二月被一間公司給註冊下來，有記者猜測背後的公司來自德國
。而該網站的架設地點則由其服務條款所提到其主機位在德州，而服務條款則明確提到加州法律。

## 隱私政策
YouPorn使用Yahoo!、Google以及Quantcast的資源並允許追蹤潛在可識別的個人資料連結。

## 競爭對手
YouPorn的知名度曾超越早它一個月成立同類網站PornoTube
。在2007年十月，YouPorn被Alexa統計為世界排名最高的色情網站，同時也是世界上最多人瀏覽的35個網站之一，平均每個月內湧進一千五百萬個新使用者。其他主要的競爭對手為Xtube、Redtube和Pornhub。
這些被譽為Porn2.0的網站被付費色情網站、傳統色情雜誌及DVD片商視為一個顯著的挑戰。

## 批評
當這些Porn2.0的網站在創立後受到各界的廣大歡迎時也受到不少批評，這些批評包括了智慧財產權、隱私權以及使用者自己上傳影片所大量產生的法律問題。
YouPorn每天使用超過三兆位元組(Terabyte-TB)的流量，龐大的用戶以及大量的影片使得網站被迫關閉幾次。而2006年十一月德國的一個網路電子報在報導了YouPorn之後，來自歐洲的流量暴增使得網站當機數次，大量使用者要求YouPorn在歐洲設置主機。
相關的問題如無法確定影片中人物的年齡、上傳影片的智慧財產權、以及未獲影片當事人同意而上傳的影片等問題。在2007年生動娛樂集團對YouPorn採取法律行動，聲稱該網站播放未經生動娛樂集團授權的影片損害到其獲利。
YouPorn也被稱作「性幼稚中的模範生」（a good role model for the sexually naive），相對於商業色情片中的虛幻劇情，其中許多自拍影片更顯現出平常夫妻情侶中平凡普通的性行為。

## 封鎖

### 印度
印度政府於 2018 年禁止了 YouPorn 等色情網站，此前北阿坎德邦高等法院曾下令禁止一起強姦案，肇事者稱他們是在觀看在線色情內容後才做出這一行為的。

### 法國
2025年6月，法國通過了一項要求對色情網站進行年齡驗證的法律，此後Aylo禁止法國訪問 YouPorn，以及RedTube和Pornhub。

### 德国
德國法律禁止色情資訊缺乏有效的年齡驗證系統，而德國聯邦青年媒體部也將YouPorn放在其禁止名單上。也因此在2007年四月，德國的Google搜尋引擎(google.de)也將YouPorn列為色情影片網站之一，另外也將Youporn的連結取代並連結至線上法律保護基金會(寒蝉效应 (组织))，聲稱「德國監管機構回報非法資訊」。
而另一個爭議點是，德國的電信公司Arcor疑似遭到YouPorn的競爭對手所要求，在2007年九月將YouPorn以及少數色情影片網站列為禁止進入網站，而此舉影響到超過兩百萬人，而德國海盜黨迅速開啟了代理伺服器，讓Arcor的使用者能夠藉此進入YouPorn。
Arcor在稍後的九月十七日也將此阻擋規定取消，因為其以IP地址作為阻擋基礎的過濾器也影響到其他網站。一名叫基奇貝格(Kirchberg)的人便控告Arcor公司藉由不公平的資助來對抗YouPorn，之後在十月十九日得到一個臨時禁令要求Arcor恢復對YouPorn的使用限制。在十月二十三日Arcor公司又再度限制使用者進入YouPorn，而這次則使用DNS禁止的方法，較容易規避相關問題，並對臨時禁令提出上訴。
基奇貝格也以臨時禁令通知德國境內的19家ISP供應商，要求保證其對使用者進入YouPorn的限制，但是都沒得到回應，他所作的努力也宣告失敗。

### 新加坡
据报道，2008年5月，新加坡已封锁YouPorn和RedTube，政府官员称其为“一个象征的声明”。

### 斯里蘭卡
2009年7月，斯里兰卡封锁了12家色情网站，包括YouPorn、RedTube、XVideos和XHamster。25日，斯里兰卡总裁判官Nishantha Hapuarachchi下令电信监管委员会在所有当地的互联网服务提供商完全封锁这12家网站。

### 中国大陆
YouPorn现时被中国大陸防火长城封锁。